# Seleção Sueca de Futebol Sub-19
A Seleção Sueca de Futebol Sub-19 - em sueco Sveriges U19-herrlandslag - é uma seleção masculina de jogadores de futebol com a idade máxima de 19 anos (no início de uma competição).